# Edith Baird
Edith Elina Helen (Winter-Wood) Baird (22 de febrer de 1859 - 1 de febrer de 1924) va ser una compositora d'escacs que en el seu moment va ser la compositora més prolífica de problemes d'escacs del món. Va publicar sota el seu nom de casada com a Sra. WJ Baird i de vegades era citada a la premsa com la "Reina dels escacs".

## Primers anys i família
Edith Elina Helen Winter-Wood va néixer a Boulogne a França, filla de Thomas Winter-Wood, escriptor, i Eliza Ann (Sole) Winter-Wood. Va aprendre a jugar als escacs molt aviat, ja que el seu pare, la seva mare i els seus germans grans Edward i Carslake eren jugadors d'escacs aficionats o de nivell de torneig.
El 1880 es va casar amb William James Baird, inspector general adjunt d'hospitals i flotes de la Royal Navy.  Es van establir a Brighton, on va néixer la seva única filla, Lilian Edith. Lilian també va esdevenir compositora d'escacs.

## Composició d'escacs
A mitjans de la dècada de 1880, Baird va començar a compondre problemes d'escacs i en pocs anys es va guanyar una reputació en aquest camp.  El 1888, va guanyar el tercer premi en un torneig de composició d'escacs de  Sheffield, el primer de més de dues dotzenes de premis posteriors.  El seu èxit més celebrat va arribar el 1893 quan va guanyar un torneig internacional de composició d'escacs contra diversos dels compositors d'escacs més notables de l'època.  Es va convertir en la compositora de problemes d'escacs més prolífica del món, amb més de 2000 problemes al seu crèdit.  Aquests es van publicar a diaris com el Times de Londres.  Alguns d'aquests encara es consideren sòlids, molts es consideren elegants, i alguns són novetats com els problemes de lletres, en què les peces d'escacs han de formar les formes de les lletres.
Baird va publicar dos llibres dels seus problemes: Seven Hundred Chess Problems (1902) i The Twentieth Century Retractor (1907).  El primer llibre li va costar 14 anys de completar.
Com a jugadora d'escacs, Baird va guanyar el Campionat Femení de Sussex el 1897 i tres vegades la medalla de plata del torneig.